# Бездельник (фильм, 1977)
«Бездельник» (нем. Taugenichts) — фильм 1977 года производства ФРГ режиссёра Бернхарда Зинкеля.

## Сюжет
- Экранизация повести Йозефа фон Эйхендорфа «Из жизни одного бездельника» (1826).

Германия, начало XIX-го века. Главный герой — отъявленный Бездельник. Поскольку он просто валяется в траве и позволяет солнцу греть себе спину, вместо того чтобы помогать мельнику в работе, мельник однажды его выгоняет его со двора. Но Бездельнику это ни по чём, потому что он считает, что не создан для работы. Он берет свой узелок и свою скрипку и отправляется в далекий мир. Он направляется на юг, навстречу солнцу и теплу. По пути у него случаются разные встречи. Однажды мимо него проезжает карета графини средних лет и ее сопровождающей. Бездельник исполняет им небольшую пьесу на своей скрипке и получает в благодарность приглашение в графский замок. Там он найдет еду и жилье, но для этого он должен хотя бы немного поработать в саду. Но даже простая работа тяготит его, и вскоре он покидает замок, хотя и положил глаз на Аурелию, ту молодую спутницу графини, которую он также считает дворянкой. Однако на самом деле Аурелия всего лишь племянница портье замка. Графиня пытается помочь Бездельнику и устраивает его на должность таможенного сборщика. Но и эта служба подразумевает работу, и поэтому через короткое время молодой человек просто уходит. В своих скитаниях, зарабатывая на хлеб игрой на скрипке по деревням, он встречает лесных бандитов, попадает под их влияние и романтику свободной бандитской жизни и решает стать одним из них. Но затем его тянет домой, к Аурелии: любовь к молодой, красивой женщине сильнее, чем любая страсть к путешествиям и независимости.

## В ролях
- Жак Бройер — Бездельник
- Сибил Шрайбер — Аурелия
- Ева Мария Майнеке — графиня
- Вольфанг Райхманн — отец Аурелии, портье
- Маттиас Хабих — Леонард
- Марайке Каррьер — Флора
- Иржи Критинарж — карлик Гуффино
- Марио Адорф — поэт-пьяница
- Петер Берлинг — художник
- Альбина Тизи — камеристка
- Мария Грация Де Джиорджи — экономка замка
- Мария Брожова — придворная
- Мария Малкова — придворная
- Борис Рёснер — придворный
- Карел Эффа — придворный

## Съёмки
Хотя фильм производства ФРГ, но натурные съёмки велись в Праге и Риме и их окрестностях. В фильм помимо немецких задействованы актёры Чехословакии и Италии.

## Критика
Свободная экранизация позднего романтического рассказа Эйхендорфа… формально амбициозный, но в значительной степени лишенный темперамента фильм, однако, не способен дать почувствовать силу мечты и утопии, столь увлекательно описанных в рассказе.— Lexikon des internationalen Films

## Награды
- 1978 — Deutscher Filmpreis — «Серебряная лента» за фильм (премия: 300 000 немецких марок).